# University Place
University Place ist eine Stadt im Pierce County im US-Bundesstaat Washington. Sie liegt in der Nähe von Tacoma. Bei der Volkszählung im Jahr 2010 hatte University Place eine Bevölkerung von 31.144. University Place hat weitgehend Vorstadtcharakter und funktioniert als gemischtes Geschäfts- und Wohngebiet mit Wasserfront am Puget Sound.

## Geschichte
University Place erhielt seinen Namen in den 1800er Jahren, als die University of Puget Sound, eine private Kunsthochschule aus Nordtacoma, Land entlang der primären Nord-Süd-Achse des Grandview Drive erwarb. Die Schule wollte dort einen neuen Campus bauen, verkaufte das Land aber schließlich für etwa 11.000 Dollar an die Stadt zurück. University Place blieb ein nicht eingemeindeter Teil von Pierce County, bis am 31. August 1995 die Stadt University Place gegründet wurde.
2007 wurde der Chambers Bay eröffnet, eine Golfanlage im schottischen Stil. 2015 wurde hier die U.S. Open ausgetragen.

## Demografie
Nach der Schätzung von 2019 leben in University Place 34.001 Menschen. Die Bevölkerung teilte sich im selben Jahr auf in 69,4 % Weiße, 7,4 % Afroamerikaner, 0,6 % amerikanische Ureinwohner, 10,6 % Asiaten, 0,6 % Ozeanier und 9,4 % mit zwei oder mehr Ethnizitäten. Hispanics oder Latinos aller Ethnien machten 7,0 % der Bevölkerung von University Place aus. Das mittlere Haushaltseinkommen lag bei 71.697 US-Dollar und die Armutsquote bei 9,4 %.
| Jahr | Einwohner¹ |
| ---- | ---------- |
| 1970 | 13.230     |
| 1980 | 20.381     |
| 1990 | 27.701     |
| 2000 | 29.933     |
| 2010 | 31.144     |

¹ 1970 – 2010: Volkszählungsergebnisse